# (466679) 2014 WG236
(466679) 2014 WG236 es un asteroide perteneciente al cinturón de asteroides, descubierto el 18 de septiembre de 2009 por el equipo Spacewatch desde el Observatorio Nacional de Kitt Peak (Arizona, Estados Unidos).